# Kristianstad Idrottshall
Kristianstad Idrottshall är en inomhusarena för idrott på Söder i Kristianstad i Skåne, invigd den 29 december 1964 av dåvarande landshövdingen i Kristianstads län Bengt Petri. och kostnadsberäknad till 5 miljoner kronor. Den årliga driftskostnaden uppskattades till ca. 100 000 kronor. Idrottshallen ersatte Sporthallen som ny huvudarena för inomhusidrott i Kristianstad, och för första gången fick Kristianstad en fullstor handbollsplan, då planen fick de internationella måtten 40*21,5 meter. Åskådarkapacitet var inledningsvis över 2400, men sedan dess minskats ned till ca. 2200. Arenan var fram till oktober 2010 Kristianstads huvudarena för inomhusidrott och var hemmaarena för IFK Kristianstad i handboll, och som däri spelade drygt 600 matcher på nationell nivå. Publikrekordet alla kategorier är 2 705 åskådare är satt under en allsvensk handbollsmatch 18 november 1970 mellan IFK Kristianstad och HK Drott.
Idrottshallen var från sin invigning 1964 fram till Kristianstad Arena invigdes 2010 stadens största hall för konserter. Artister som uppträtt är bland annat Birgit Nilsson Kent, Thåström, Ulf Lundell, Roxette och James Brown.
I anslutning till Idrottshallen ligger Kristianstads IP.
I Idrottshallen finns på marknivå fyra planer, A-D. A-hallen har läktare på långsidorna, med ståplatser högst upp bakom sittplatserna. Publikkapacitet är ca 2 200, trots detta hade IFK Kristianstad under 70-talet många matcher med högre publik än vad hallen var avsedd för. B- och C-hallen bakom A-hallen är mindre hallar avsedda främst för skolidrott med vardera yta 10*20 meter, gymnastik, brottning och liknande, och är inbördes avskilda med en vikvägg som kan öppnas helt för att få en större hall. D-hallen ligger i en tillbyggnad sydöst om A-hallen och inrymmer likt A-hallen en fullstor handbollsplan (40*20 meter). Läktare finns i form av några rader med bänkar längs ena långsidan.
I källarplan under hallarna finns även en bowlinghall med åtta banor, lokaler för bland annat bordtennis, bågskytte, gymnastik, dans och styrketräning samt omklädningsrum.
En trappa upp med utsikt över A-hallen har IFK Kristianstad sitt kansli.
Tidigare hade byggnaden en cafeteria i anslutningen till entrén, men den revs för att ge plats för Kristianstad Arena.
Den nya arenan Kristianstad Arena, invigd i oktober 2010, utgör en tillbyggnad på den befintliga idrottshallen och har en publikkapacitet på cirka 5 500 åskådare. Planen i Arenan kan med en vikvägg delas av i två fullstora handbollsplaner E1 och E2, som en fortsättning på den alfabetiska numreringen av hallar. Bygget orsakade turbulens i lokalpolitiken, speciellt då kommunfullmäktige valde att avvisa krav på en folkomröstning, ett krav som stöddes av mer än 4 500 kommuninvånare.